# Strimvassfly
Strimvassfly, Senta flammea är en fjärilsart som beskrevs av John Curtis 1828. Strimvassfly ingår i släktet Senta och familjen nattflyn, Noctuidae.  Enligt den svenska rödlistan är arten nära hotad (NT) i Sverige. I Finland är arten väletablerad och populationen klassad som livskraftig (LC). I Sverige förekommer arten i Skåne och Södermanland samt möjligen i Halland och Blekinge. Ströfynd som sannolikt är migranter finns från Närke och Västmanland. I Finland noterades arten första gången 1934 och har sedan dess blivit bofast i Egentliga Finland, Nyland, Kymmenedalen och Södra Karelen. Ströfynd, migranter, finns även från Åland och Norra Karelen. Artens livsmiljö är bladvassförekomster med begränsade vattennivåskillnader. Inga underarter finns listade i Catalogue of Life.

## Bildgalleri

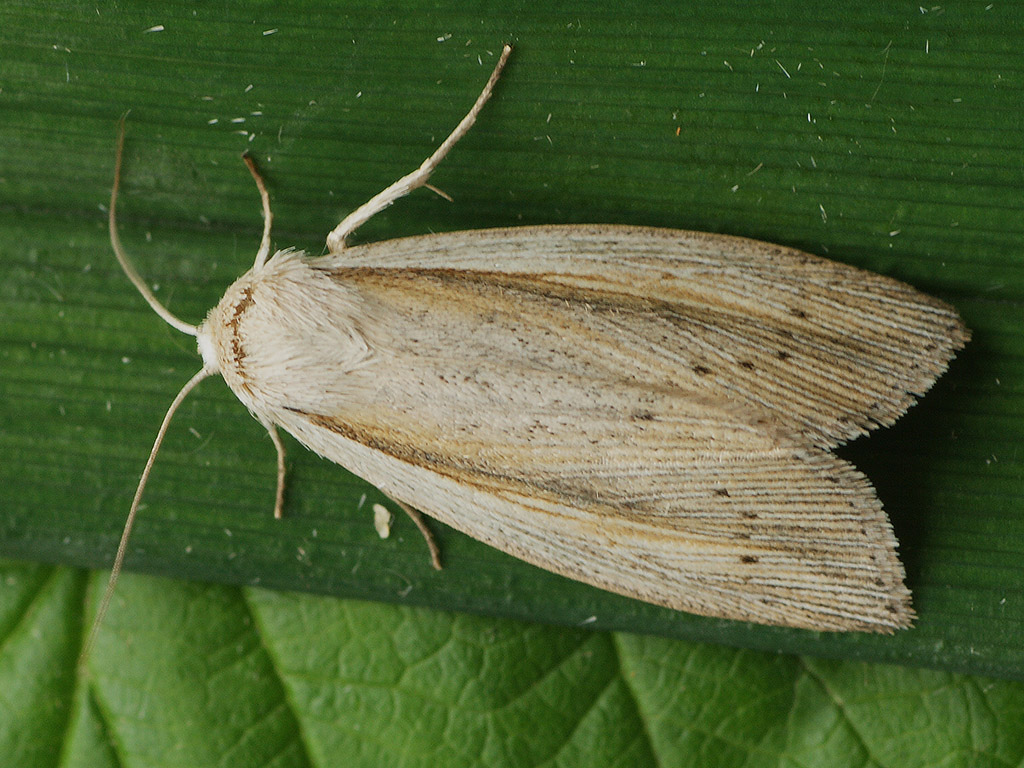
Imago fjäril
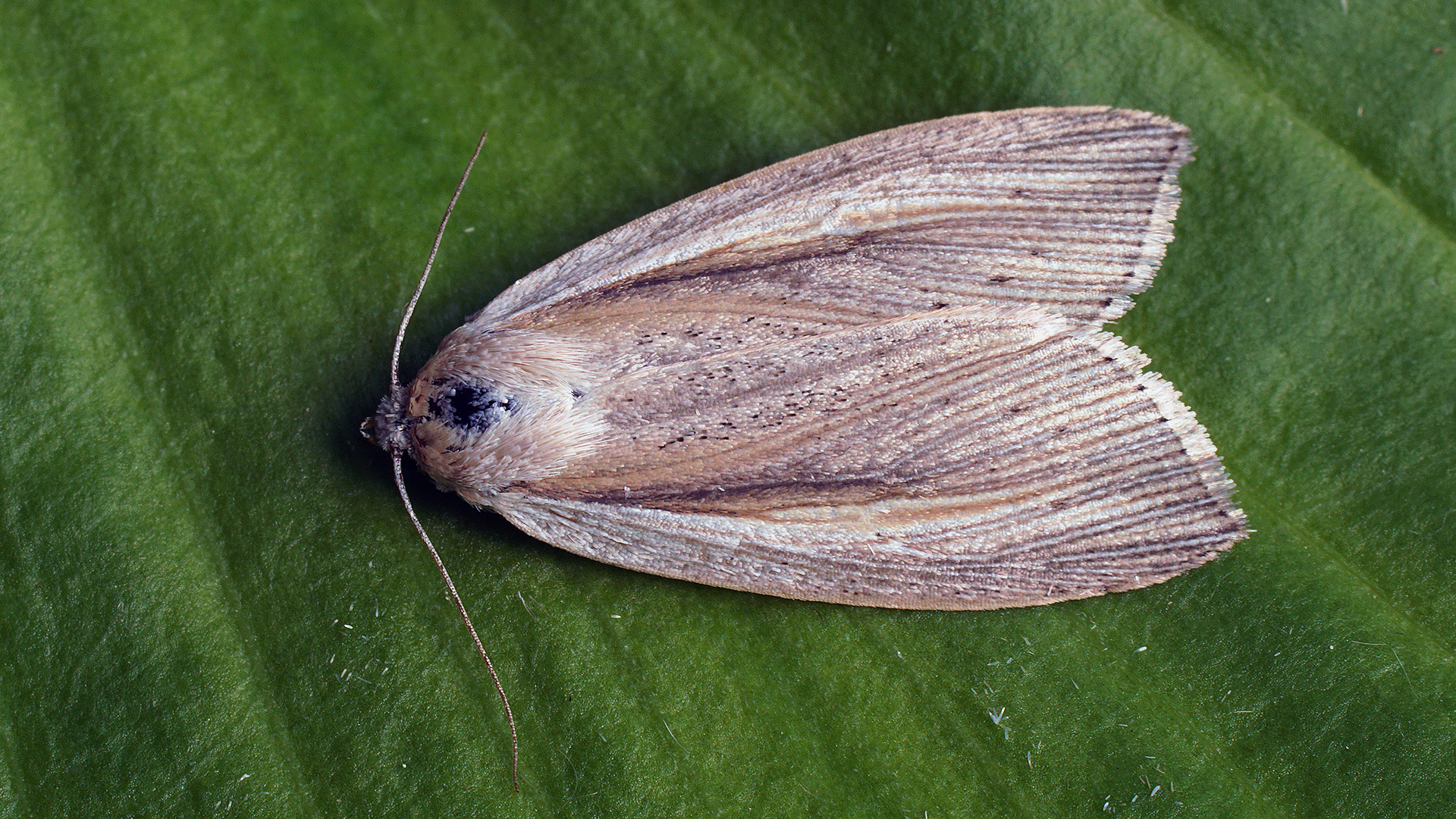
Imago fjäril
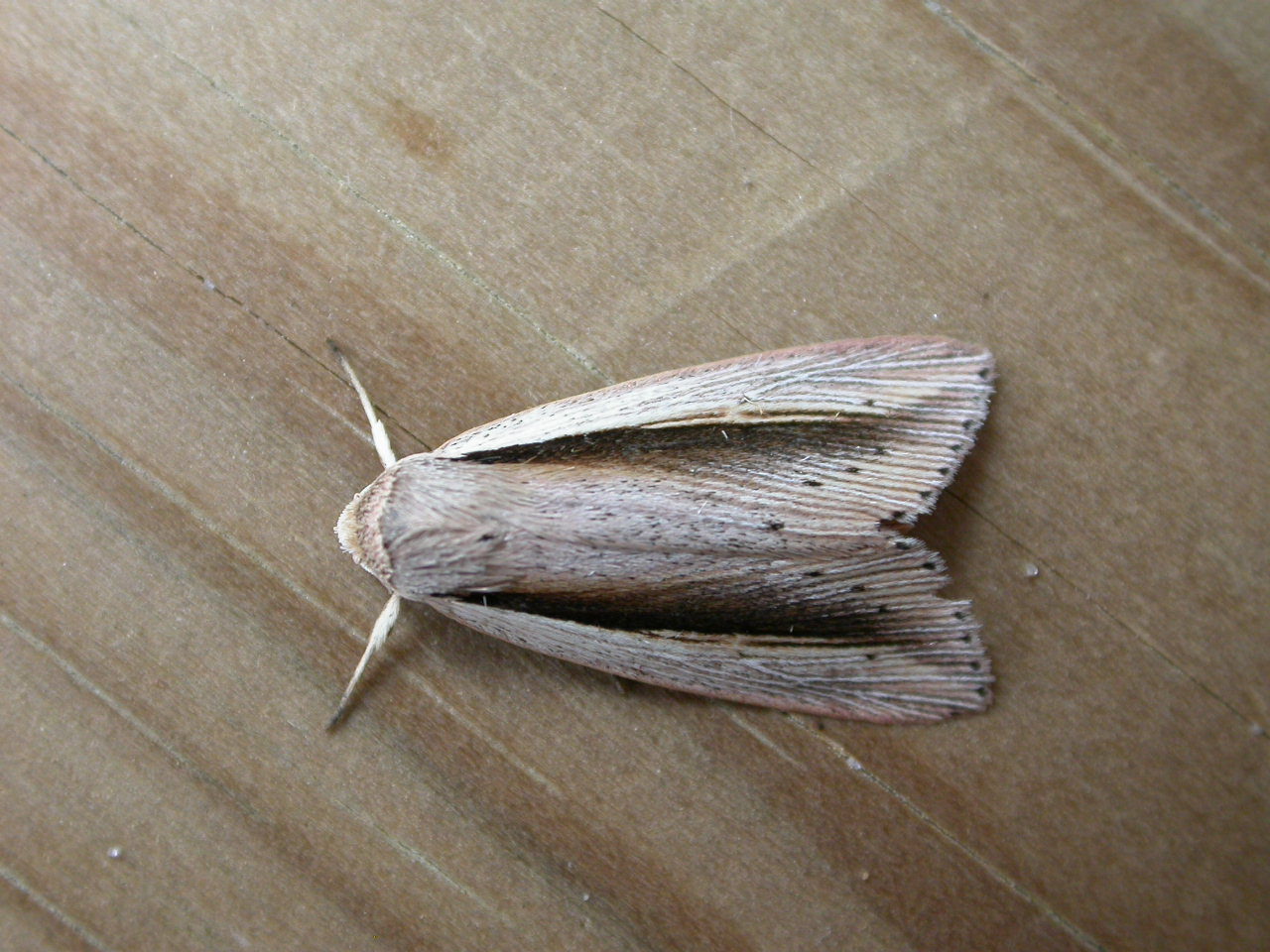
Imago fjäril
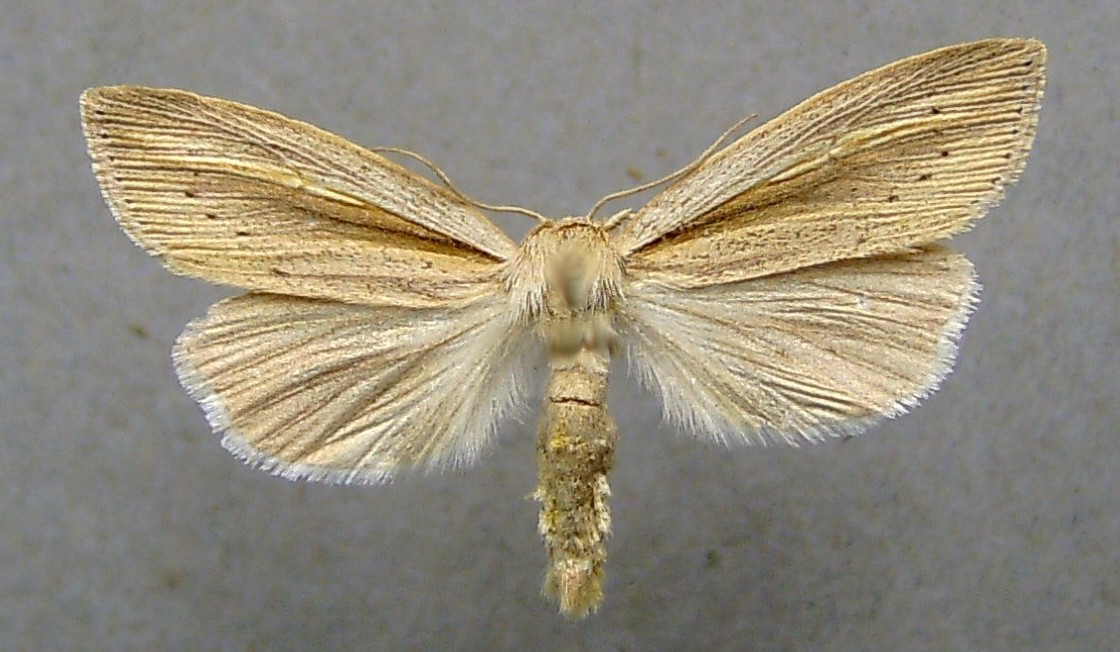
Preparerad (uppnålad) imago fjäril.